# Hypothyris nonia
Hypothyris nonia är en fjärilsart som beskrevs av Ferreira d'almeida 1945. Hypothyris nonia ingår i släktet Hypothyris och familjen praktfjärilar. Inga underarter finns listade i Catalogue of Life.